# Léon Louis Rolland
Léon Louis Rolland (n. 10 decembrie 1841, La Haye-Longue, departamentul Maine-et-Loire,  – d. 11 iunie 1912, Neuilly-sur-Seine) a fost un botanist și micolog francez. Abrevierea numelui său în cărți științifice este Rolland.

## Biografie

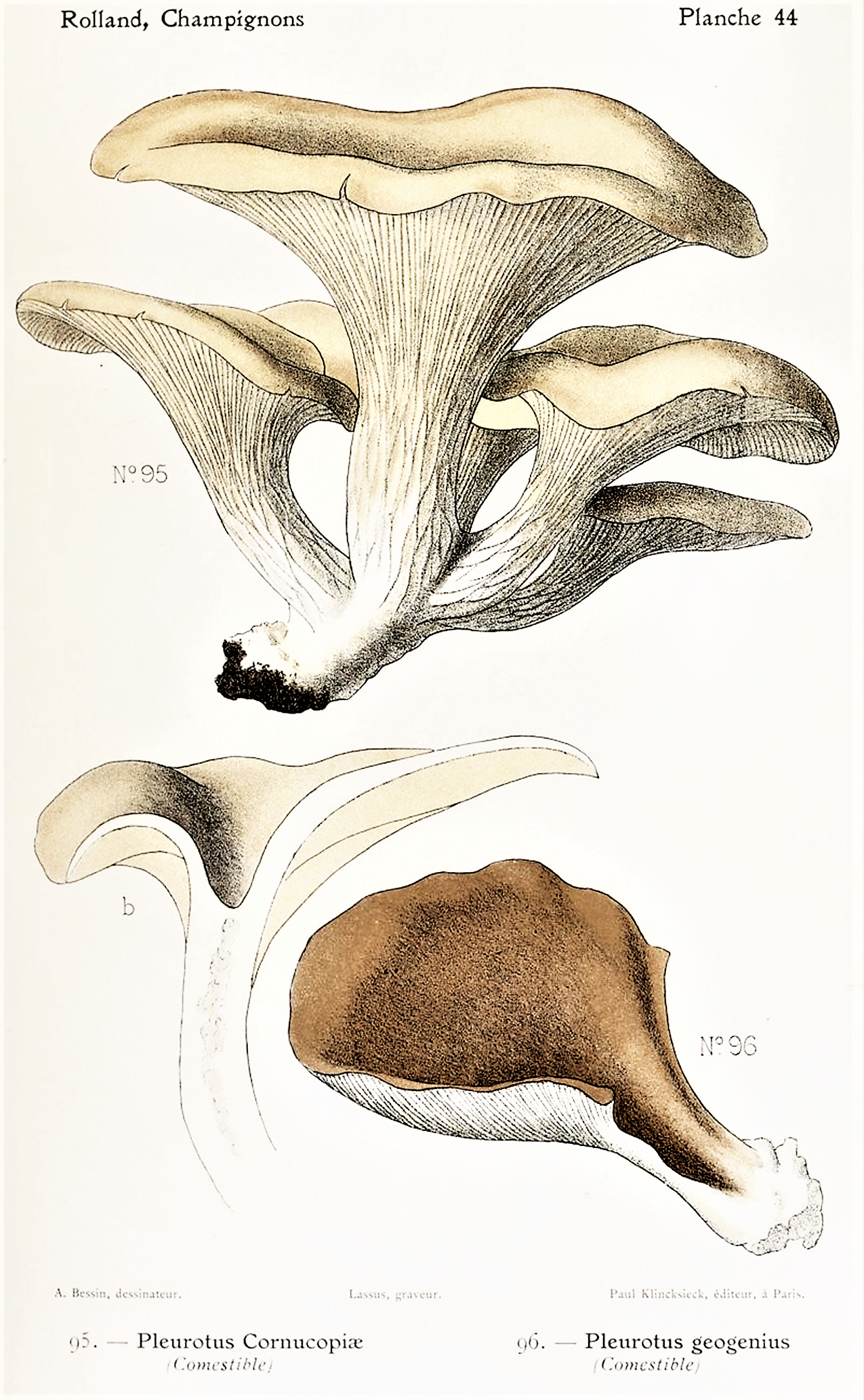
Rolland: Pleurotus cornucopuiae

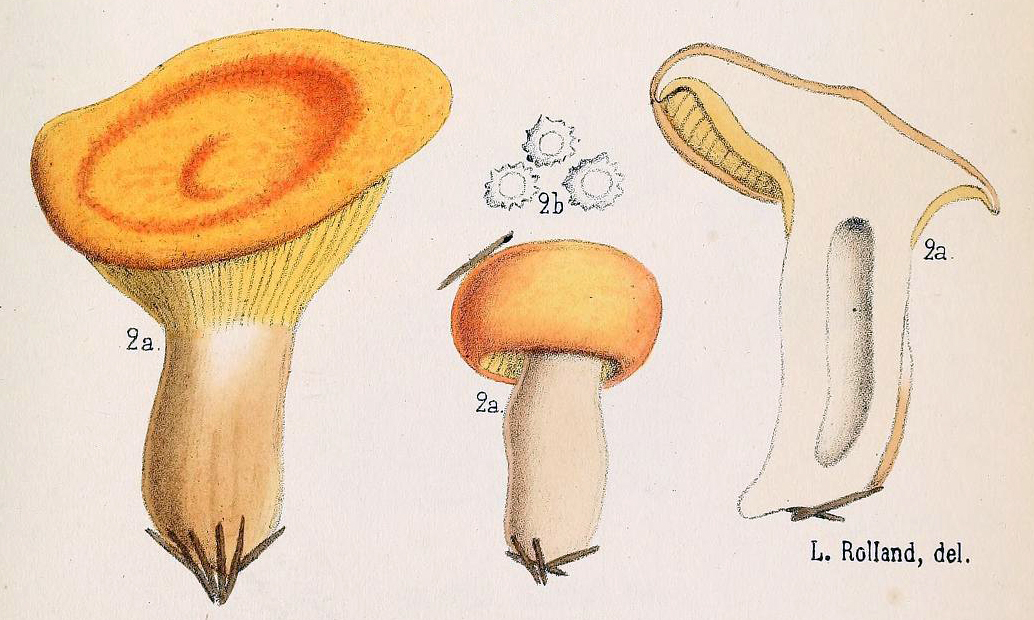
Rolland: Lactarius porninsis

Rolland,  al cărui părinte a fost inginer și director al minelor de cărbuni din regiune, a început studiile secundare la Lycée d'Angers, apoi la liceul din Meaux, și în cele din urmă la renumitul Collège-lycée Jacques-Decour⁠(fr)[traduceți], pe atunci Collège Rollin, din Paris, unde și-a luat bacalaureatul. A petrecut apoi mulți ani în Le Havre (1866-1879), unde tatăl său a fost pe atunci prim-adjunct (deputat). În acest timp, Rolland a dezvoltat o pasiune excesivă pentru matematică la o astfel de măsură, încât sănătatea lui a devenit foarte amenințată, că a fost obligat să-și ia o pauză forțată. 
După moartea tatălui, un prieten i-a făcut accesibile lucrările micologice ale lui Julius Vincenz von Krombholz, prin care a fost inițiat interesul lui în micologie. Renumitul savant Claude Casimir Gillet, cu care l-a legat o prietenie strânsă până la moartea acestuia, l-a îndrumat pe drumul spre cunoscător al acestei materii. După ce a părăsit Le Havre, a trăit la Paris împreună cu mama lui, apoi, după decesul ei, până la moartea sa în Neuilly-sur-Seine, în Rue Charles-Laffitte nr. 80.. 
La Paris a făcut cunoștință cu farmacistul și renumitul micolog acestui timp, Émile Boudier (1828-1920), cei doi devenind repede prieteni. Trăind din veniturile sale, a făcut multe călătorii în străinătate, dar în Franța, niciodată nu a lipsit la un congres al Société mycologique de France (Societatea Micologică a Franței), a cărei președinte a fost din 1887 până în 1904. Mai departe a menținut o corespondență intensivă cu Philibert Riel (1862-1943, medic, botanist și fondator al „Societății Linnaeus” din Lyon), în principal despre excursiile făcute pentru studiul sau colectarea de plante în jurul de Chamonix, împreună cu domnișoarele Aria și Marie Albessard, două prietene ale medicului. În plus a fost colaborator și publicist al Revistei Revue mycologique. Neavând probleme financiare pricinuit moștenirilor de la tatăl lui, Rolland a întreprins excursii lungi, de exemplu pe Insulele Baleare, între altele în valea de Sóller (Mallorca) (1903-1904).
Lucrarea sa principală a fost Atlas des champignons de France, Suisse et Belgique, originar editată în 15 părți din 1906 până în 1910 (fiecare cu 8 plăci) și în sfârșit rezumate în 2 volume în 1910,  reprezentând 283 specii comestibile, otrăvitoare sau remarcabile pentru abundența sau forma lor, cu descrierea și indicarea proprietăților lor nutriționale, conținând 120 plăci crom-litografice, colorate de acuarelistul de A. Bessin. 
Pentru această operă savantul a fost premiat la „Expoziția universală din Torino” din 1911 cu „Diploma de onoare”, unde lucrarea fusese expusă.
Rolland a murit după câțiva ani de slăbiciune, lăsând o soră, pe care a iubit-o foarte mult, și mai mulți nepoți și nepoate, care l-au tratat în ultimii săi ani cu cel mai mare devotament.

## Genuri și specii  descrise (selecție)

### Gen
- Chamonixia, (1899)[10]

### Specii
- Boletus corsicum, azi: Leccinellum corsicum Rolland (1896) ex Bresinsky & Manfr.Binder (2003)
- Boletus plorans, azi: Suillus plorans Rolland (1889) ex O.Kuntze (1898)
- Chamonixia caespitosa (1899)[11]
- Ganoderma lionnetii Rolland (1901)[12]
- Coniothyrium fallax (1882), azi: Clisosporium fallax Rolland, (1882) ex Kuntze (1898)[13][14]
- Lactarius fuscus Rolland (1899), azi: Lactarius mammosus Fr. (1838)[15]
- Lactarius porninsis Rolland (1889)[16]
- Pleurotus cornucopiae Paulet ex Rolland (1910)[17]

## Publicații (selecție)

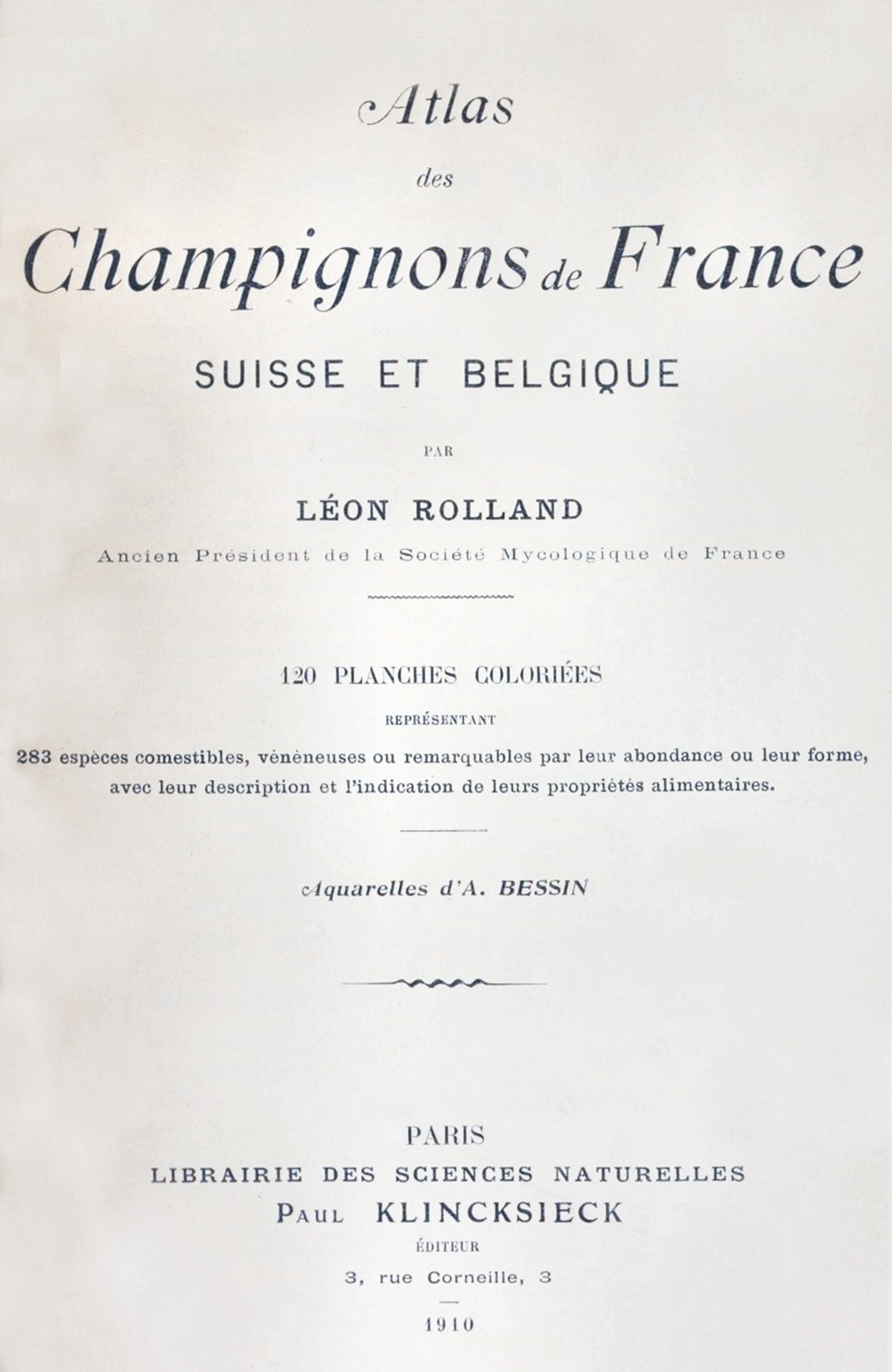
Rolland: Atlas de Champignon

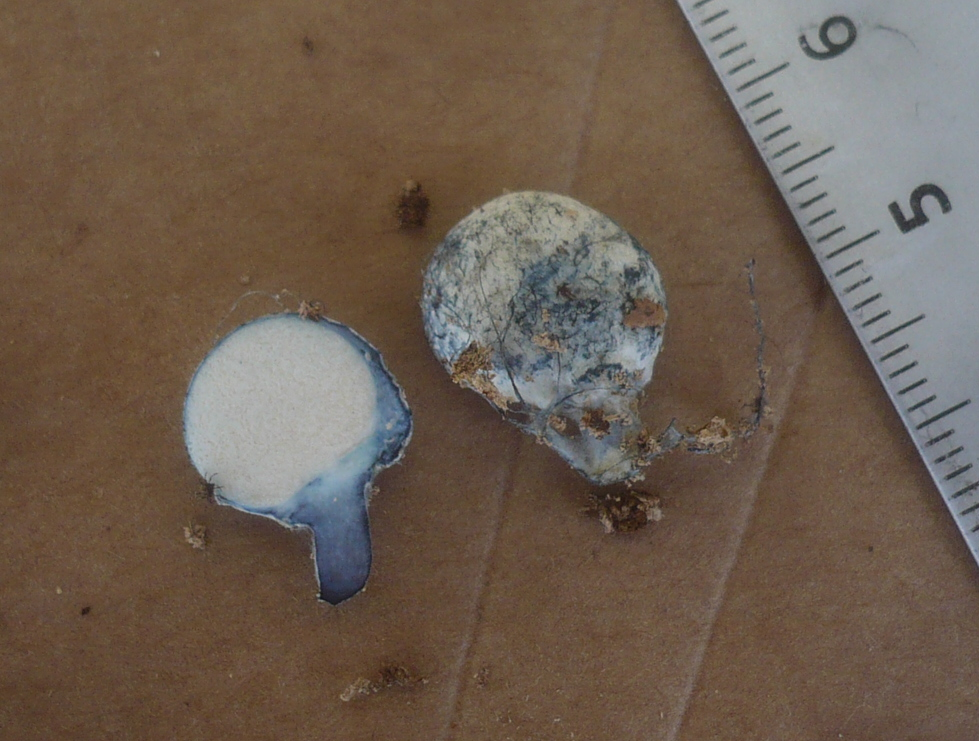
Chamonixia caespitosa

- Essai d'un calendrier des champignons comestibles des environs de Paris, (par Léon Rolland, président de la Société Mycologique de France), vol. 1, Editura Imprimerie de G. Cottez, Poligny 1887
- Essai d'un calendrier des champignons comestibles des environs de Paris, (par Léon Rolland, président de la Société Mycologique de France), vol. 2, Editura Imprimerie de G. Cottez, Poligny 1889
- Excursion a Zermatt (Suisse). Cinq champignons nouveaux, în: Bulletin de la Société mycologique de France, vol. 5, nr. 3, p. 168, 1889
- Excursions à Chamonix, în: Bulletin de la Société Mycologique de France, nr. 15, p. 73-78, 1899
- Une nouvelle espèce de "Gano derma", par M. L. Rolland, în: Bulletin de la Société Mycologique de France, 1901
- Emploi de décoctions de Champignons comme bains révélateurs empêchant les voiles de se produire dans les épreuves photographiques, în: Revue mycologique, nr. 95, Toulouse, iulie 1902
- Tricholoma de l'exposition de Besançon, în: Bulletin de la Société  Mycologique de France, vol. 18, 1902
- Photographie des Champignons - Procédé par la décoloration et la teinture, în: Bulletin de la Société Mycologique de France, vol. 18, p. 27-32, 1902
- Champignons des îles Baléares, în: Bulletin de la Société mycologique de France, p. 21-46, Toulouse, 1904
- Atlas des champignons de France, Suisse et Belgique, 2 volume cu 120 de plăci, Editura Paul Klincksieck, Paris 1910